# Аплауз
Аплауз (лат. applausus) је тапшање односно пљескање у знак одобравања. Изражавање задовољства и поздрављање доброг извођења уметника у представи, пљескање рукама – што је врло значајан подстицај актерима представе. Аплауз може да се иницира и ”диригује” (в. клака).
Степен задовољства публике мери се дужином и јачином аплауза, па се каже „буран аплауз“, „громогласан аплауз“ итд.